# Zoo de Détroit
Le zoo de Détroit (Detroit Zoological Park) est un parc zoologique américain situé à Royal Oak, dans la banlieue nord de Détroit, dans l'État du Michigan. La Detroit Zoological Society, une société à but non lucratif, gère ce zoo, ainsi que le Belle Isle Nature Zoo, situé à Belle Isle. Elle est responsable du soin et de l'alimentation de plus de 1 800 vertébrés et de 5 000 invertébrés, qui représentent plus de 270 espèces.
Fondé en 1928, le zoo de Détroit a été l'un des premiers à présenter les animaux dans des enclos et non dans des cages. Actuellement, il occupe une superficie de 51 hectares dans les villes de Royal Oak et Huntington Woods, dans la banlieue nord de Détroit. Il abrite plusieurs espèces notables et rares, y compris des girafes, des rhinocéros, des hippopotames, des zèbres, des lions, des tigres, des ours (de trois espèces), des gorilles, des kangourous, des gloutons et des manchots. Il y a également une population de paons qui errent librement entre les clôtures. 
L'Arctic Ring of Life, ouvert en 2001, est l'un des plus grands habitats zoologiques d'ours polaires du monde. Il contient un aquarium de 1 136 000 L dans lequel les ours et les phoques peuvent nager. Un tunnel souterrain de 21 mètres permet à des visiteurs de voir les animaux quand ils sont dans l'eau. En 2006, l'Australian Outback Adventure, un habitat comprenant 17 kangourous roux et trois wallabies de Bennett, s'est ouvert. Il permet aux visiteurs de cheminer sur un sentier au milieu de l'habitat des animaux, simulant l'outback. 
Le zoo contient aussi le National Amphibian Conservation Center qui abrite plusieurs espèces d'amphibiens menacés, un Penguinarium (maison des manchots), une volière que les visiteurs peuvent traverser ainsi qu'une galerie comprenant une maison des papillons.  
Le zoo a abrité des éléphants jusqu'en 2005, date à laquelle, pour des raisons morales, il a été décidé de les déplacer. En effet, les responsables du zoo ont estimé que les hivers michiganais étaient trop durs pour ces animaux et les deux éléphants, Wanda et Winky, ont été relogés au Performing Animal Welfare Sanctuary en Californie. Deux rhinocéros blancs les ont remplacés.